# Mical
Mical (hebreo: מיכל, también referida como Michal, Micol o Mikal) es la menor de las hijas del rey Saúl, fue esposa del rey David, quien la obtuvo por matar a doscientos hombres de los filisteos trayendo los prepucios de ellos a modo de dote al rey Saúl. Su madre fue Ahinoam y era también hermana de Jonatán. 
Mical salvó la vida de David en el episodio en que el rey Saúl envió mensajeros a él para capturarle y matarlo, valiéndose para ello de una buena estratagema que le permitió descolgarlo por una ventana y darle tiempo para que escapara.
Seguidamente, durante el tiempo de que duró la persecución a David por parte del rey Saúl, este la dio en matrimonio nuevamente a Palti (1 Samuel 25: 44). No obstante, David la recuperó unos 14 años después -como requisito indispensable-, antes de reunirse con el Comandante Abner, para un acuerdo que le llevaría a recibir el reinado sobre todo el pueblo de Israel (2 Samuel 3: 12 - 21). Finalmente, Mical despreció al rey David al verle desde una ventana saltando y danzando cuando traían el arca del Señor desde Hebrón a Jerusalén. Como consecuencia de esta actitud ella no pudo concebir hijos (2 Samuel 6: 23). 
Por una aparente contradiccion Mical aparece mencionada nuevamente como madre de cinco hijos en la venganza de los gabaonitas. Pero debe ser entendido aquí el nombre de Merab (1Samuel: 14: 49) y así considerarse en (2 Samuel 21: 8). Merab fue la hija mayor del rey Saúl, que había sido prometida a David (1 Samuel 18: 17), pero entregada a Adriel según versa en (1 Samuel 18: 19) En el relato se vuelve a hablar de Mical, y no de Merab, como la madre de los cinco hijos de Adriel que fueron entonces ejecutados en venganza. Pero ya habíamos visto que Mical murió sin hijos, y en ningún lugar se menciona que hubiera sido esposa de Adriel. Algunos estudiosos bíblicos opinan que su nombre aparece entonces, debido a un error del escriba. Sin embargo, en gran parte de los manuscritos hebreos está mencionado el nombre de Mical. La explicación tradicional es que Merab, la hermana mayor de Mical, murió poco después de haber dado a luz al quinto hijo a Adriel; y ante este hecho, Mical debió encargarse de la crianza de los hijos de su hermana. De esta forma, al pasar el tiempo, se llegó a considerar que estos eran los hijos de ella. Entonces una buena traducción para (2 Samuel 21:8) debería ser “Y los cinco hijos de Mical la hija de Saúl, que ella había criado para Adriel después de la muerte de Merab, su hermana y la verdadera madre".